# Tregaron
Tregaron est une ville du comté de Ceredigion au Pays de Galles, sur les bords de la rivière Brenig (en), un affluent de la Teifi.
Lors du recensement ed 2001, la ville avait une population de 1 183 hab, dont 68,8 % parlait couramment le gallois.

## Jumelage
- Plouvien (France)

## Traduction
- (en) Cet article est partiellement ou en totalité issu de l’article de Wikipédia en anglais intitulé « Tregaron » (voir la liste des auteurs).